# Message et Massage, un inventaire des effets
Cet article possède un paronyme, voir Le Message du massage.
Message et Massage, un inventaire des effets est un livre du sociologue et théoricien de la communication Marshall McLuhan, illustré par Quentin Fiore. Il a été publié pour la première fois à Londres en 1967. 
Avec l'usage de métaphores et sa présentation originale, l'ouvrage a été conçu dans un but de vulgarisation de la philosophie des médias de McLuhan, considérée à l'époque comme incompréhensible et ésotérique. Le livre a une forme expérimentale de collage de textes et d'illustrations. Certaines pages, imprimées à l'envers, doivent être lues à l'aide d'un miroir (voir Écriture en miroir). D'autres sont blanches.

## L'origine du titre anglais
Selon Eric, le fils de McLuhan, le titre originel du livre était Le médium est le message, mais une erreur de l'imprimeur a transformé le « e » en « a » : Le médium est le massage. McLuhan aurait pensé que l'erreur correspondait bien au message qu'il voulait faire passer dans le livre, et a décidé de la laisser. Par la suite, une interprétation a fait de ce titre un jeu de mots multiple entre « message » et « massage », « Mess Age » et « Mass Age » (l'ère de la confusion et l'ère de la masse, en anglais).

## Résumé
Marshall McLuhan, qui est un déterministe technologique, affirme dans Message et massage que les médias les plus répandus de l'époque actuelle influeront sur la manière dont les humains pensent, agissent et perçoivent le monde qui les entoure. Message et Massage est une représentation graphique et créative de la thèse « Le médium est le message » contenue dans Pour comprendre les médias.
En jouant sur les mots et en utilisant le terme « massage », McLuhan suggère que les médias courants sont considérés comme divertissants et relaxants par leur public, alors qu'en réalité le plaisir qu'ils peuvent apporter est trompeur car il existe un décalage grandissant entre la société et ses technologies. Ce décalage crée un « âge de l'angoisse ».
Message et Massage affirme que les médias modernes sont des extensions des sens humains : ils permettent l'expansion de la capacité à percevoir le monde jusqu'à un point qui serait impossible à atteindre sans les médias. Cette expansion de la perception contribue à la théorie de McLuhan sur le « village planétaire », qui ramènerait l'humanité à une mentalité de type tribal dans un contexte industriel.